# رابطة محترفي الكرة الطائرة
رابطة محترفي الكرة الطائرة هي أكبر وأطول جولة كرة طائرة شاطئية احترافية في الولايات المتحدة. تأسست عام 1983 ، ويقع المقر الرئيسي للرابطة في شاطئ نيوبورت،كاليفورنيا.